# Централен ъгъл
Централен ъгъл се нарича този ъгъл, чийто връх съвпада с центъра О на дадена окръжност, а рамената му пресичат окръжността в една точка.
Централните ъгли, съответстващи на дъгата АВ се наричат допълнителни. Ако ъгълът, съответстващ на по-малката дъга (в случая дъгата APB) е {\displaystyle \angle {AOB}}, то неговият допълнителен ъгъл, съответстващ на по-голямата дъга (AQB) се бележи с {\displaystyle \angle {\overline {AOB}}}.
Сборът на двата централни ъгъла е {\displaystyle \mathbf {360^{o}} } – ако {\displaystyle \angle {AOB}=\alpha }, то {\displaystyle \angle {\overline {AOB}}=360-\alpha }
|  | Тази страница частично или изцяло представлява превод на страницата Central angle в Уикипедия на английски. Оригиналният текст, както и този превод, са защитени от Лиценза „Криейтив Комънс – Признание – Споделяне на споделеното“, а за съдържание, създадено преди юни 2009 година – от Лиценза за свободна документация на ГНУ. Прегледайте историята на редакциите на оригиналната страница, както и на преводната страница, за да видите списъка на съавторите. ВАЖНО: Този шаблон се отнася единствено до авторските права върху съдържанието на статията. Добавянето му не отменя изискването да се посочват конкретни източници на твърденията, които да бъдат благонадеждни. |